# Lijordet Station
Lijordet Station (Lijordet stasjon) er en metrostation på Røabanen på T-banen i Oslo. Stationen åbnede 3. december 1951 og fungerede som banens endestation indtil 1972, hvor den blev forlænget til Østerås.
Stationen skulle egentlig havde heddet Øvrevoll, men da stien til Øvrevoll Galoppbane endnu ikke var bygget, valgte man i stedet at kalde den for Sørbråten efter et husmandssted i nærheden. Det ville NSB imidlertid ikke godkende, da der allerede fandtes en jernbanestation med det navn. Som en midlertidig løsning opfandt man derfor simpelthen navnet Lijordet. Til trods for det fiktive navn, blev det aldrig erstattet af det planlagte Øvrevoll, og stationen hedder således stadig Lijordet.
Stationen blev ombygget til metrostandard og genåbnet 18. maj 1995.